# Giải NBRMP cho phim hay nhất
Giải NBRMP cho phim hay nhất là một giải của NBRMP dành cho một phim được bầu chọn là xuất sắc nhất. Giải này được lập từ năm 1932.

## Các phim đoạt giải

### Thập niên 1930
| Năm  | Phim                              | Đạo diễn                 |
| ---- | --------------------------------- | ------------------------ |
| 1932 | I Am a Fugitive from a Chain Gang | Mervyn LeRoy             |
| 1933 | Topaze                            | Harry d'Abbadie d'Arrast |
| 1934 | It Happened One Night             | Frank Capra              |
| 1935 | The Informer                      | John Ford                |
| 1936 | Mr. Deeds Goes to Town            | Frank Capra              |
| 1937 | Night Must Fall                   | Richard Thorpe           |
| 1938 | The Citadel                       | King Vidor               |
| 1939 | Confessions of a Nazi Spy         | Anatole Litvak           |

### Thập niên 1940
| Năm  | Phim                                  | Đạo diễn                 |
| ---- | ------------------------------------- | ------------------------ |
| 1940 | The Grapes of Wrath                   | John Ford                |
| 1941 | Citizen Kane                          | Orson Welles             |
| 1942 | In Which We Serve                     | Noël Coward & David Lean |
| 1943 | The Ox-Bow Incident                   | William A. Wellman       |
| 1944 | None But the Lonely Heart             | Clifford Odets           |
| 1945 | The True Glory                        | Carol Reed               |
| 1946 | Henry V                               | Laurence Olivier         |
| 1947 | Monsieur Verdoux                      | Charlie Chaplin          |
| 1948 | Paisan (Paisà)                        | Roberto Rossellini       |
| 1949 | Bicycle Thieves (Ladri di biciclette) | Vittorio De Sica         |

### Thập niên 1950
| Năm  | Phim                         | Đạo diễn             |
| ---- | ---------------------------- | -------------------- |
| 1950 | Sunset Boulevard             | Billy Wilder         |
| 1951 | A Place in the Sun           | George Stevens       |
| 1952 | The Quiet Man                | John Ford            |
| 1953 | Julius Caesar                | Joseph L. Mankiewicz |
| 1954 | On the Waterfront            | Elia Kazan           |
| 1955 | Marty                        | Delbert Mann         |
| 1956 | Around the World in 80 Days  | Michael Anderson     |
| 1957 | The Bridge on the River Kwai | David Lean           |
| 1958 | The Old Man and the Sea      | John Sturges         |
| 1959 | The Nun's Story              | Fred Zinnemann       |

### Thập niên 1960
| Năm  | Phim                           | Đạo diễn                                                 |
| ---- | ------------------------------ | -------------------------------------------------------- |
| 1960 | Sons and Lovers                | Jack Cardiff                                             |
| 1961 | Question 7                     | Stuart Rosenberg                                         |
| 1962 | The Longest Day                | Ken Annakin, Andrew Marton, Gerd Oswald & Bernhard Wicki |
| 1963 | Tom Jones                      | Tony Richardson                                          |
| 1964 | Becket                         | Peter Glenville                                          |
| 1965 | The Eleanor Roosevelt Story    | Richard Kaplan                                           |
| 1966 | A Man for All Seasons          | Fred Zinnemann                                           |
| 1967 | Far from the Madding Crowd     | John Schlesinger                                         |
| 1968 | The Shoes of the Fisherman     | Michael Anderson                                         |
| 1969 | They Shoot Horses, Don't They? | Sydney Pollack                                           |

### Thập niên 1970
| Năm  | Phim                    | Đạo diễn              |
| ---- | ----------------------- | --------------------- |
| 1970 | Patton                  | Franklin J. Schaffner |
| 1971 | Macbeth                 | Roman Polanski        |
| 1972 | Cabaret                 | Bob Fosse             |
| 1973 | The Sting               | George Roy Hill       |
| 1974 | The Conversation        | Francis Ford Coppola  |
| 1975 | Barry Lyndon            | Stanley Kubrick       |
| 1975 | Nashville               | Robert Altman         |
| 1976 | All the President's Men | Alan J. Pakula        |
| 1977 | The Turning Point       | Herbert Ross          |
| 1978 | Days of Heaven          | Terrence Malick       |
| 1979 | Manhattan               | Woody Allen           |

### Thập niên 1980
| Năm  | Phim                | Đạo diễn             |
| ---- | ------------------- | -------------------- |
| 1980 | Ordinary People     | Robert Redford       |
| 1981 | Chariots of Fire    | Hugh Hudson          |
| 1981 | Reds                | Warren Beatty        |
| 1982 | Gandhi              | Richard Attenborough |
| 1983 | Betrayal            | David Hugh Jones     |
| 1983 | Terms of Endearment | James L. Brooks      |
| 1984 | A Passage to India  | David Lean           |
| 1985 | The Color Purple    | Steven Spielberg     |
| 1986 | A Room with a View  | James Ivory          |
| 1987 | Empire of the Sun   | Steven Spielberg     |
| 1988 | Mississippi Burning | Alan Parker          |
| 1989 | Driving Miss Daisy  | Bruce Beresford      |

### Thập niên 1990
| Năm  | Phim                     | Đạo diễn          |
| ---- | ------------------------ | ----------------- |
| 1990 | Dances with Wolves       | Kevin Costner     |
| 1991 | The Silence of the Lambs | Jonathan Demme    |
| 1992 | Howards End              | James Ivory       |
| 1993 | Schindler's List         | Steven Spielberg  |
| 1994 | Forrest Gump             | Robert Zemeckis   |
| 1994 | Pulp Fiction             | Quentin Tarantino |
| 1995 | Sense and Sensibility    | Ang Lee           |
| 1996 | Shine                    | Scott Hicks       |
| 1997 | L.A. Confidential        | Curtis Hanson     |
| 1998 | Gods and Monsters        | Bill Condon       |
| 1999 | American Beauty          | Sam Mendes        |

### Thập niên 2000
| Năm  | Phim                       | Đạo diễn          |
| ---- | -------------------------- | ----------------- |
| 2000 | Quills                     | Philip Kaufman    |
| 2001 | Moulin Rouge!              | Baz Luhrmann      |
| 2002 | The Hours                  | Stephen Daldry    |
| 2003 | Mystic River               | Clint Eastwood    |
| 2004 | Finding Neverland          | Marc Forster      |
| 2005 | Good Night, and Good Luck. | George Clooney    |
| 2006 | Letters from Iwo Jima      | Clint Eastwood    |
| 2007 | No Country for Old Men     | Ethan & Joel Coen |
| 2008 | Slumdog Millionaire        | Danny Boyle       |